# Albinas Žukauskas
Albinas Žukauskas (ur. 25 stycznia 1912 w Bubelach, zm. 10 sierpnia 1987 w Wilnie) – litewski pisarz i dziennikarz.

## Życiorys
Urodził się 25 stycznia 1912 w Bubelach koło Sejn. W latach 1935–1936 studiował na Uniwersytecie Wileńskim, a w latach 1936-1939 w Warszawskiej Szkole Dziennikarskiej. Na przełomie 1940-1941 pracował jako redaktor gazety Vilniaus balsas. Od roku 1948 do 1953 był redaktorem naczelnym Wydawnictwa Fikcyjnego. W latach 1953–1959 kierownik Działu Scenariuszowego Litewskiej Wytwórni Filmowej. Od 1965 do 1972 dyrektor Fundacji Literatury LRS.

## Twórczość
- 1939: Žemė plaukia į pietus[1]
- 1951: Mūsų frontas[1]
- 1962: Ilgosios varsnos[1]
- 1963: Debesų piemenė[1]
- 1964: Alaburdiškių Venera[1]
- 1967: Antivandenė[1]
- 1969: Sunkus džiaugsmas[1]
- 1971: Atodangos[1]
- 1973: Sangrąžos i Geri akmenys[1]
- 1978: Poringės i Kai uodas čiaudėjo[1]
- 1980:  Ko verkė duona[1]
- 1981: Senmotė[1]
- 1983: Benamė meilė i Kai užaugo šešėlis[1]
- 1987: Akistatų metlaikis[1]
- Tłumaczenia dzieł Motiejusa Sarbievijusa, Juliusza Słowackiego, Tadeusza Konwickiego, Zmitroka Biaduli, Maksima Tanka, Arkadi Kuleszowa, Michaiła Muratowa, Ilji Sielwinski i Lwa Tołstoja[1]